# Panjkora
La Panjkora est une rivière du Pakistan d'une longueur de 220 km qui coule dans le nord de la région de Khyber Pakhtunkhwa. Elle est un affluent de la Swat, donc un sous-affluent de l'Indus par la Kaboul.